# آرامگاه آخوند ابوتراب
آرامگاه آخوند ابوتراب بنایی تاریخی، با اهمیت ملی در شهرک مردکان در جمهوری آذربایجان است که به سال ۱۲۸۷ خورشیدی تعلق دارد. این آرامگاه به دستور هیئت وزیران جمهوری آذربایجان در تاریخ ۱۱ مرداد ۱۳۸۰ با شماره تصمیم ۱۳۲ در فهرست آثار تاریخی و فرهنگی غیرمنقول با اهمیت ملی ثبت شده است.

## درباره
میرزا ابوتراب آخوندزاده در سال ۱۱۹۶ خورشیدی در روستای امیرجان در باکو به دنیا آمد. تحصیلات ابتدایی خود را در مدرسه میرزا حسیب قدسی در باکو گذراند. سپس در مدینه و بغداد به تحصیل پرداخت. او به زبان‌های عربی، فارسی، ترکی و روسی تسلط داشت. به ابتکار ابوتراب، اولین مدرسه دخترانه در روستای امیرجان تأسیس شد. او همچنین در روزنامه حیات با مقالات مختلف مشارکت داشت. ابوتراب در سال ۱۲۸۷ خورشیدی درگذشت و در مردکان به خاک سپرده شد. در همان سال، به دستور مرتضی مختاروف و بر اساس طرح ژوزف پلوشکو، آرامگاهی بر روی قبر میرزا ابوتراب آخوندزاده ساخته شد. این آرامگاه در گورستان پیر حسن واقع شده است.
آرامگاه با طرح هشت‌ضلعی و به سبک سنتی آرامگاه‌های قرون وسطایی آذربایجان ساخته شده است. این بنا بر روی هشت ستون دوقلو استوار شده و حجم کلی آن به شکل یک پاویون با گنبد طراحی شده است.
در داخل و اطراف آرامگاه، در مجموع چهار سنگ قبر به شکل صندوقی وجود دارد. در مرکز آرامگاه، صندوق سنگی منقوش و تزئین‌شده‌ای متعلق به میرزا ابوتراب آخوندزاده قرار دارد، و در پایین قبر او، صندوق سنگی دیگری متعلق به خیّر و میلیونر، حاج زین‌العابدین تقی‌اف قرار گرفته است. این میلیونر در تاریخ ۱۳ شهریور ۱۳۰۳ مطابق با وصیت خود، در پایین قبر میرزا ابوتراب آخوندزاده (در قسمت پایینی قبر) به خاک سپرده شد. دختر حاج زین‌العابدین تقی‌اف، سارا خانم، نیز پس از وفات در سال ۱۳۷۰ خورشیدی در کنار پدرش دفن شد. علاوه بر این، در محوطه آرامگاه، سنگ قبر زینال بیگ سلیم‌خانوف، همسر سارا تقی‌اف که قربانی سرکوب‌های سیاسی شده است، نیز وجود دارد. محل دفن زینال بیگ سلیم‌خانوف به دلیل سرکوب‌های سیاسی نامعلوم است و سنگ قبر او نمادین است.
در سال ۱۳۶۶ خورشیدی، طی تحقیقات مهندسی، مشخص شد که لوله‌های فلزی داخل ستون‌های سنگی دچار خوردگی شده‌اند. در همان سال، کارهای تقویتی در این بنای تاریخی انجام شد.
پس از استقلال آذربایجان از شوروی، این آرامگاه بر اساس تصمیم شماره ۱۳۲ هیئت وزیران جمهوری آذربایجان در تاریخ ۱۱ مرداد ۱۳۸۰ در فهرست آثار تاریخی و فرهنگی غیرمنقول با اهمیت ملی ثبت شد.
در سال ۱۳۸۲ خورشیدی، به دلیل وضعیت خطرناک آرامگاه، لوله‌های فلزی خارج شدند، گنبد بتنی-فلزی بازسازی و با سنگ‌های جدید پوشانده شد، و تزئینات گیاهی جدیدی به آن اضافه گردید. برخی از سنگ‌ها و ستون‌های اصلی متعلق به آرامگاه، به عنوان آثار نمایشی در محوطه این بنای تاریخی به نمایش گذاشته شده‌اند.